# Cecilia (psalmbok)
Cecilia är den psalmbok som används inom Stockholms katolska stift. Namnet syftar på det katolska helgonet Cecilia, som är kyrkomusikens och orgelbyggarnas skyddshelgon.
Inom Stockholms katolska stift talar man dock om "Gudstjänstbok", eftersom man menar att ordet "psalmbok" i svensk kristendom för tankarna till protestantism och Svenska kyrkan.
Fyra utgåvor av Cecilia har utkommit:
- 1902 års Cecilia-psalmbok
- 1950 års Cecilia-psalmbok
- 1986 års Cecilia-psalmbok
- 2013 års Cecilia-psalmbok

### Fotnoter
1. ↑  Annamaria Hedin (26 februari 2015). ”Cecilia – en gudstjänstbok”. Signum. Arkiverad från originalet den 17 oktober 2017. https://web.archive.org/web/20171017042200/http://www.signum.se/archive/read.php?id=5121. Läst 16 oktober 2017.